# Flota del Área Sudoeste
La Flota del Área Sudoeste (南西方面艦隊 Nansei Hōmen Kantai?) fue una flota de la Armada Imperial Japonesa que sirvió en la Segunda Guerra Mundial.

## Historia
La Flota del Área Sudoeste fue un comando operativo de la Armada Imperial Japonesa establecida el 10 de abril de 1942 para coordinar las fuerzas navales, aéreas y terrestres para la invasión, ocupación y defensa de Filipinas, la Indochina francesa, Malaya y las Indias Orientales Neerlandesas. Dentro de esta flota se encontraban la 1.ª, 2.ª, 3.ª y 4.ª Flota Expedicionaria del Sur, junto con la 13.ª Flota Aérea.
Después de febrero de 1945, la sede de la Flota del Área Sudoeste se aisló en las Filipinas, y la 10.ª Flota de Área se creó en Singapur para tomar el mando operativo de sus fuerzas sobrevivientes, con la excepción de la 3.ª Flota Expedicionaria del Sur, que también quedó atrapada en Filipinas. A través de feroces combates durante la reocupación estadounidense de Filipinas, especialmente en Manila, Cebú y Mindanao, los elementos supervivientes de la Flota del Área Sudoeste y de la 3.ª Flota Expedicionaria del Sur, fueron aniquilados en su mayor parte a finales de mayo de 1945.

## Historial
| Fecha                    | Unidad             | Flotas y/o unidades |
| ------------------------ | ------------------ | --- |
| 1 de abril de 1944       | Flota Combinada    | - 1.ª Flota Expedicionaria del Sur - 2.ª Flota Expedicionaria del Sur - 3.ª Flota Expedicionaria del Sur - 4.ª Flota Expedicionaria del Sur - 9.ª Flota - 13.ª Flota Aérea |
| 29 de mayo de 1945       | 10.ª Flota de Área | - 1.ª Flota Expedicionaria del Sur - 2.ª Flota Expedicionaria del Sur - 13.ª Flota Aérea                                                                                   |
| 15 de septiembre de 1945 | Disuelta.          | Disuelta. |

## Comandantes de la flota
Comandante en Jefe
| N.º | Nombre             | Imagen    | Rango              | Fecha                    | Fecha                    |
| N.º | Nombre             | Imagen    | Rango              | Comienzo                 | Final                    |
| --- | ------------------ | --------- | ------------------ | ------------------------ | ------------------------ |
| 1   | Ibō Takahashi      |           | Vicealmirante      | 10 de abril de 1942      | 15 de septiembre de 1942 |
| 2   | Shirō Takasu       |           | Vicealmirante      | 15 de septiembre de 1942 | 1 de marzo de 1944       |
| 2   | Shirō Takasu       | Almirante | 1 de marzo de 1944 | 18 de junio de 1944      |                          |
| 3   | Gun'ichi Mikawa    |           | Vicealmirante      | 18 de junio de 1944      | 1 de noviembre de 1944   |
| 4   | Denshichi Ōkawachi |           | Vicealmirante      | 1 de noviembre de 1944   | septiembre de 1945       |

Jefe de Estado Mayor
| N.º | Nombre             | Imagen        | Rango                  | Fecha                  | Fecha                  |
| N.º | Nombre             | Imagen        | Rango                  | Comienzo               | Final                  |
| --- | ------------------ | ------------- | ---------------------- | ---------------------- | ---------------------- |
| 1   | Toshihisa Nakamura |               | Contraalmirante        | 10 de abril de 1942    | 10 de octubre de 1942  |
| 2   | Takeo Tada         |               | Contraalmirante        | 10 de octubre de 1942  | 1 de noviembre de 1943 |
| 2   | Takeo Tada         | Vicealmirante | 1 de noviembre de 1943 | 1 de marzo de 1944     |                        |
| 3   | Hidehiko Nishio    |               | Contraalmirante        | 1 de marzo de 1944     | 15 de octubre de 1944  |
| 3   | Hidehiko Nishio    | Vicealmirante | 15 de octubre de 1944  | 1 de noviembre de 1944 |                        |
| 4   | Kaoru Arima        |               | Contraalmirante        | 1 de noviembre de 1944 | septiembre de 1945     |